# Joseph Casimir Plagens
Joseph Casimir Plagens (ur. 29 stycznia 1880 w Czeszewie, Polska, zm. 31 marca 1943 w Grand Rapids, USA) – amerykański duchowny katolicki polskiego pochodzenia, biskup Grand Rapids.
Urodził się niedaleko Poznania w rodzinie Andrzeja i Konstancji z domu Grygier. W młodości wyemigrował do USA i zamieszkał w stanie Michigan. Ukończył studia na Uniwersytecie w Detroit, a następnie wyjechał na studia teologiczne do Baltimore. W 1903 uzyskał licencjat z teologii. W tym samym roku otrzymał święcenia kapłańskie z rąk biskupa Samuela J. Foleya, ordynariusza Detroit. Do 1906 pracował jako wikariusz w parafii Najsłodszego Serca Maryi w Detroit. Był następnie proboszczem w Port Austin i Hamtramck. W 1919 powrócił do swej pierwszej parafii, tym razem jako proboszcz. Od 1923 nosił godność prałata honorowego Jego Świątobliwości.
22 maja 1924 mianowany biskupem pomocniczym Detroit ze stolicą tytularną Rhodiopolis. Sakry, 30 września,  udzielił biskup Detroit Michael Gallagher. Współkonsekratorami byli biskupi Paul Peter Rhode i Edward Francis Hoban. Jako biskup sufragan nadal pełnił funkcję proboszcza w parafii NSM. 16 listopada 1935 został przeniesiony na biskupstwo Sault Sainte Marie-Marquette, a po pięciu latach mianowany ordynariuszem Grand Rapids. Zmarł w wieku 63 lat w szpitalu w Grand Rapids. Początkowo pochowany w tymże mieście, ciało przeniesiono później na Resurrection Cemetery w stanie Wyoming.